# NOAEL

Risikobewertung von essentiellen Nährstoffen, der NOAEL hängt vom zugeführten Nährstoff ab.

NOAEL (engl. für No-Observed-Adverse-Effect Level) ist ein toxikologischer Endpunkt in der Toxizitätsbestimmung. 
Der NOAEL entspricht der höchsten Dosis oder Expositionskonzentration eines Stoffes in subchronischen oder chronischen Studien, bei der keine signifikant erhöht schädigenden behandlungsbedingten Befunde in der Morphologie, Funktion, Wachstum, Entwicklung oder Lebensdauer beobachtet werden. Im Gegensatz dazu bezeichnet der NOEL die Dosis, bei der keinerlei Wirkung beobachtet wird.
Der NOAEL für einen Stoff bezieht sich immer auf ein bestimmtes biologisches Messverfahren mit einer bestimmten Applikationsform und einer bestimmten Tierart oder einem bestimmten Zellkultursystem; in verschiedenen Verfahren kann ein Stoff somit verschiedene NOAEL-Werte haben. Viele veröffentlichte NOAEL-Werte beziehen sich auf subchronische Toxizitätsstudien mit oraler Applikation in Nagetieren.
Problematisch an der Art der NOAEL-Bestimmung ist, dass normalerweise nur ein einziger Wert einer vorgegebenen Dosisreihe in die NOAEL-Bestimmung eingeht. Bei anderen, komplexeren Methoden wie dem Benchmark-Verfahren werden mittels statistischer Methoden alle Werte der gesamten Dosis-Wirkungs-Kurve mit einbezogen.
Der NOAEL ist in der präklinischen Pharmaforschung ein wichtiger toxikologischer Endpunkt, da üblicherweise vom NOAEL der empfindlichsten Tierart ausgehend über allometrische Skalierung und die Einbeziehung eines Sicherheitsfaktors die maximale empfohlene Anfangsdosis (Maximum Recommended Starting Dose, MRSD) für die Erstanwendung an Menschen in klinischen Studien bestimmt wird.
Der Ausschuss für Gefahrstoffe und die MAK-Kommission der DFG orientieren sich bei der Ableitung von Arbeitsplatzgrenzwerten (AGW) bzw. MAK-Werten an dem NOAEL „für den empfindlichsten Endpunkt mit gesundheitlicher Relevanz“ eines Arbeitsstoffes. Ein solcher kritischer Endpunkt kann z. B. im Fall des Lösungsmittels 2-Ethylhexanol die Lidschlussfrequenz als physiologischer Marker sensorischer Irritationen sein.